# Charles Péguilhan
Charles Péguilhan est un boxeur français né le 18 septembre 1903 à Pau en Béarn et mort le 14 décembre 1926 à l'âge de 23 ans à Hartford, Connecticut. Mesurant 1,86 m (6′ 1″) pour 85kg, il a participé aux Jeux olympiques de 1924 dans la catégorie poids lourds,.
Licencié au Ring béarnais, future section boxe de la Section paloise, a souvent boxé aux arènes de la Croix du Prince.

## Biographie
Charles Péguilhan découvre la boxe anglaise à l'âge de 14 ans au Stadium de la Gare à Pau. Des combats de boxe y étaient organisés, souvent entre rugbymen de la Section paloise. Le Ring béarnais devient une filiale de la Section paloise en 1924.
Issu d'une famille sportive (sa sœur France Péguilhan est championne de natation et son père est professeur de culture physique à Pau), Péguilhan s'est forgé un très joli palmarès : champion de France amateur en 1924 et 1925,, champion militaire en 1925, il comptait à son actif en 47 combats, 46 victoires, dont 44 par knock out et 2 aux points.
Péguilhan s'affirme comme la révélation du championnat de France, à l'age de 18 ans.
En 1923, Charles Péguilhan, représentant le Ring béarnais et Puccineri du Boxing Club Toulousain, s'affrontent dans un combat de boxe poids-lourd aux Arènes de la Croix du Prince, avec le fronton en arrière plan. Ce combat a eu lieu le 26 juin 1923, et s'est soldé par la victoire de Péguilhan par abandon au troisième round,.
En 1924, il est éliminé au premier tour des Jeux olympiques en 1924 dans la catégorie des poids lourds après avoir perdu contre le futur médaillé de bronze Alfredo Porzio. Il termine à la 9e place.
Péguilhan meurt en 1926, un jour après été KO lors de son sixième combat professionnel aux États-Unis des suites d'une fracture du crâne par Elmer Friedman.